# Lydeard St Lawrence
 (octobre 2023).
Lydeard St Lawrence est une paroisse civile et un village du Somerset, en Angleterre.